# Intel 8255

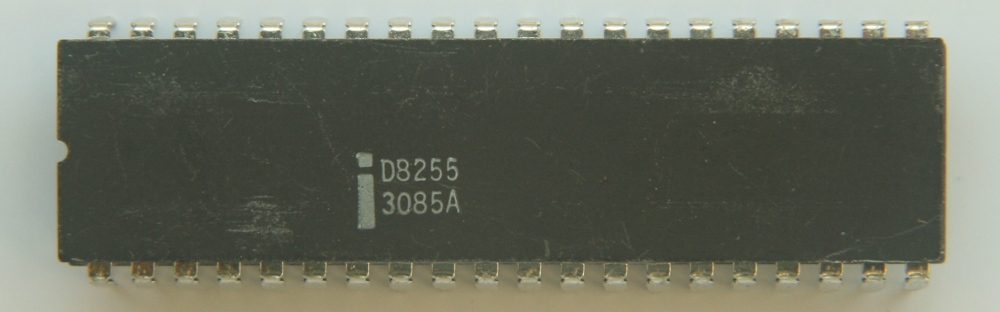
Intel D8255

Цоколёвка i8255

Intel 8255 (или i8255) — микросхема контроллера программируемого параллельного интерфейса. Первоначально разработана для микропроцессора Intel 8085. Использовалась в различных моделях компьютеров, совместно с Intel 8086, Z-80 и другими процессорами.
Имеет три 8-разрядных канала ввода-вывода, 8-разрядный канал для подключения к шине данных, два адресных входа. Третий канал ввода-вывода может быть разделён на два по 4 бита. Выпускалась в корпусах DIP 40 и PLCC 44.
Советский аналог — КР580ВВ55.